# Wide Bay
Wide Bay (Bahía Ancha en inglés) es una bahía localizada al sur de Rabaul, en la costa sureste de la Península de Gazelle de Nueva Bretaña. Tuvo lugar en este lugar la Batalla de Wide Bay durante la Segunda Guerra Mundial, en 1945. Se creó una cabeza de playa y una base en la plantación de Kalai, de las cuales aún hoy se registran restos. Mide, de cabo a cabo, aproximadamente, 20 millas náuticas (37 km).

## Segunda Guerra Mundial
El 10 de marzo de 1945, desembarcan tropas australianas provenientes del sur de la isla, con la intención de tomar Rabaul contra las fuerzas japonesas. El 17 de marzo avanzan y el 5 de julio nuevos refuerzos entran por el flanco este de Wide Bay. Se establecieron cabañas para albergar las diversas divisiones y se aprovecharon o crearon nuevos puertos para facilitar el movimiento de tropas.

## Geografía
La bahía consiste en una amplia entrada de mar que le da el nombre, con otra bahía anexa dentro de ella, la bahía de Henry Reid. Es paralela a Open Bay, otra zona dónde se libró la Batalla de Open Bay. Es la segunda bahía más grande de la isla, después de Kimbe Bay.